# Aron Iljitsch Rubin
Aron Iljitsch Rubin (russisch Арон Ильич Рубин; 11. Januar 1888 – 6. Januar 1961) war ein sowjetischer Philosoph, Literaturkritiker und Dolmetscher.

## Leben
Rubin studierte bis 1911 Jura an der Petersburger Universität. Er lehrte Philosophie an der Moskauer Universität, bis 1931 sein Bruder Isaak Iljitsch Rubin bei dem stalinistischen Regime in Ungnade fiel. Aron, der 15 Sprachen beherrschte, arbeitete nach der Entlassung als Übersetzer. Isaak wurde 1937 zum Tode verurteilt und hingerichtet.
Aron Rubin starb 1961. Sein Philosophisches Tagebuch und sein Werk Kant und Marx wurden 1988 in Israel veröffentlicht. 
Rubins Sohn, der Sinologe Witali Aronowitsch Rubin (1923–1981), war 1976 Gründungsmitglied der Moskauer Helsinki-Gruppe.
| Personendaten    | Personendaten                                            |
| ---------------- | -------------------------------------------------------- |
| NAME             | Rubin, Aron Iljitsch                                     |
| ALTERNATIVNAMEN  | Рубин, Арон Ильич (russisch)                             |
| KURZBESCHREIBUNG | sowjetischer Philosoph, Literaturkritiker und Übersetzer |
| GEBURTSDATUM     | 11. Januar 1888                                          |
| STERBEDATUM      | 6. Januar 1961                                           |